# Rue du Midi (Toulouse)
Pour les articles homonymes, voir Rue du Midi.
La rue du Midi (en occitan : carrièra del Mieijorn) est une voie de Toulouse, chef-lieu de la région Occitanie, dans le Midi de la France.

## Situation et accès

### Description
La rue du Midi est une voie publique. Elle traverse le quartier de Rangueil-Sauzelong, dans le secteur 5 - Sud-Est.
La chaussée compte une voie de circulation automobile dans chaque sens. Elle appartient à une zone 30 et la vitesse y est limitée à 30 km/h. Il n'existe pas de bande, ni de piste cyclable.

### Voies rencontrées
La rue du Midi rencontre les voies suivantes, dans l'ordre des numéros croissants (« g » indique que la rue se situe à gauche, « d » à droite) :
1. Avenue Paul-Crampel
2. Rue George-Sand (d)
3. Rue du Sergent-Razat (g)
4. Avenue d'Italie (d)
5. Impasse Jean-Delfour (d)
6. Rue Aristote (d)
7. Rue Jean-Sizabuire (d)
8. Avenue du Maréchal-Foch (g)
9. Rue Bonnat (d)
10. Rue Édouard-Baudrimont (g)
11. Rue Alfred-de-Vigny (g)
12. Rue Pelletier-Doisy (d)
13. Rue Jean-Duplessis (g)
14. Boulevard de la Marne (g)
15. Avenue Albert-Bedouce (d)

### Transports
La rue du Midi est parcourue sur toute sa longueur par la ligne de bus 44. La station de métro la plus proche est la station Saouzelong, sur la ligne .
Les stations de vélos en libre-service VélôToulouse les plus proches sont les stations no 112 (47 allée Édouard-Branly), no 163 (115 avenue Albert-Bedouce) et no 164 (79 avenue Albert-Bedouce).

## Odonymie
La rue du Midi a pris son nom en 1914 : probablement le doit-elle à sa situation, au « midi » de la ville. Le géographe toulousain Jean Coppolani remarque que, par ailleurs, la rue va des voies ferrées des Chemins de fer du Midi... au canal du Midi.
Au XVIIe siècle, c'était le chemin de la Gravette : c'est ainsi qu'était désigné le terroir que traverse l'avenue Paul-Crampel, en raison des affleurements de graviers (graveta, « gravier » en occitan) déposés par la Garonne. D'ailleurs, ce fut aussi le nom, entre 1864 et 1936, de l'actuelle place Henry-Russell tout proche, dans le quartier du Busca. À partir du XVIIIe siècle, et jusqu'en 1914, le chemin prit le nom du Sauzelong : cette appellation, qui s'est étendue à tout le quartier rappelle caractère marécageux des bords de la rivière du Sauzat, que longeait le chemin, bordé de grands saules (sause, « saule » en occitan).

## Patrimoine et lieux d'intérêt
- no  4 : maison toulousaine (deuxième moitié du XIXe siècle)[5].
- no  28 : immeuble (premier quart du XXe siècle)[6].
- no  38 : maison (deuxième quart du XXe siècle)[7].
- no  40 : immeuble (deuxième moitié du XXe siècle)[8].
- no  50 : maison (deuxième quart du XXe siècle)[9].
- no  55 : maison (vers 1931)[10].

- résidence La Pléiade. 
La résidence, destinée aux étudiants, est construite entre 1970 et 1971 par l'architecte de l'Atelier technique d'architecture de Biarritz, André Soussan[N 1],[11]. Elle se compose de deux bâtiments, disposés au cœur d'une parcelle triangulaire, limitée par le boulevard de la Marne, la rue du Midi et la rue Jean-Duplessis. Le bâtiment principal compte 220 studios pour loger les étudiants. De plan circulaire, se développe sur sept étages. La distribution s'effectue par le noyau central de 8,40 mètres de diamètre, où se trouvent deux escaliers, deux ascenseurs et les vide-ordures. À chaque étage, un couloir intérieur dessert 28 studios. Le deuxième bâtiment, également de plan circulaire, est construit sur pilotis et s'élève sur deux étages. Un escalier extérieur donne accès au 1er étage, dévolu au foyer. Au 2e étage se trouvent dix chambres supplémentaires[12].